# The Internet Bookshop
The Internet Bookshop war ein britisches Unternehmen, zuletzt in Form einer Aktiengesellschaft, das als erster Online-Buchhändler der Welt angesehen wird.

## Geschichte
Der britische Unternehmer Darryl Mattocks plante 1993 einen Internet-Versandhandel für Bücher. Das Konzept setzte er 1994 auf der Domain bookshop.co.uk um. Das Gründungsvorhaben entstand unter einfachsten Voraussetzungen mit geringem Kapitaleinsatz, insbes. ohne ein eigenes Lager und im Wesentlichen betrieben auf dem Laptop des Gründers. Im März 1997 ging das Unternehmen an die Börse.
Vier Jahre nach der Gründung verkaufte Mattocks das Pionierunternehmen inklusive der Domain für 9,4 Mio. britische Pfund an WHSmith.